# Pat McCormack
Pour les articles homonymes, voir McCormack.
Pat McCormack est un boxeur britannique, né le 8 juin 1995.

## Biographie
Pat a un frère jumeau, Luke, qui est aussi boxeur.

## Carrière
Il obtient la médaille d'argent aux championnats d'Europe de 2015 dans la catégorie poids super-légers et aux championnats d'Europe de 2017 dans la catégorie poids welters.
Il est médaillé d'or aux Jeux du Commonwealth de 2018 et aux Jeux européens de 2019.

## Palmarès

### Championnats du monde
- Médaille d'argent en -69 kg en 2019 à Iekaterinbourg,  Russie

### Championnats d'Europe
- Médaille d'argent en -69 kg en 2017 à Kharkiv, Ukraine
- Médaille d'argent en -64 kg en 2015 à Samokov, Bulgarie

### Jeux européens
- Médaille d'or en -69 kg en 2019 à Minsk, Biélorussie

### Jeux du Commonwealth
- Médaille d'or en -69 kg en 2018 à Gold Coast, Australie